# Fronteira Espanha–Reino Unido
A fronteira entre Espanha e Reino Unido é a linha que limita os territórios da Espanha e de Gibraltar, um  território britânico ultramarino. É a mais curta fronteira internacional terrestre do mundo no total entre dois Estados.
Com apenas 1200 m, separa a Espanha da península de Gibraltar. Paralela ao aeroporto de Gibraltar, o posto de controlo que permite a segurança da fronteira ocupa boa parte do seu comprimento.
A fronteira que separa o território espanhol de Peñón de Vélez de la Gomera de Marrocos é menor, mas o conjunto da fronteira hispano-marroquina é mais longo que a fronteira entre Espanha e Gibraltar.
A cidade de La Línea de la Concepción encontra-se mesmo na fronteira do lado espanhol.

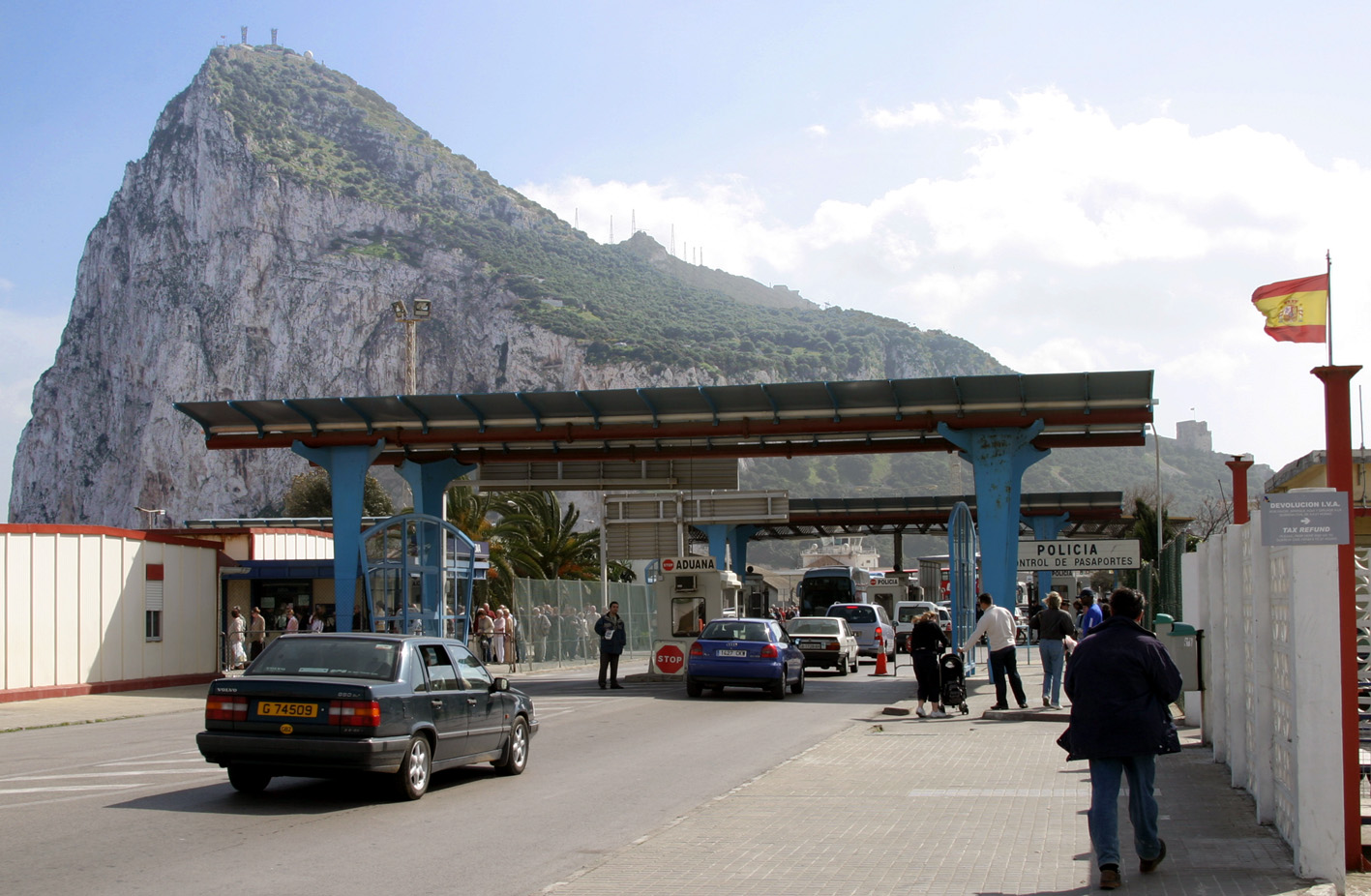
Posto de fronteira Espanha-Gibraltar